# Air Force Distinguished Service Medal
Die Air Force Distinguished Service Medal ist eine hohe Auszeichnung der Vereinigten Staaten für außerordentliche Verdienste und wurde vom United States Congress kreiert. Die Dekoration wurde für die United States Air Force geschaffen, um ein Gegenstück zur Army Distinguished Service Medal der Armee zu haben.
Vergeben wird die Medaille meistens ab dem Dienstgrad Generalmajor, beim Eintritt in den Ruhestand manchmal auch bei unteren Dienstgraden.
Diese Auszeichnung ist in der Pyramid of Honor wie die Distinguished Service Medals des Verteidigungsministeriums der Vereinigten Staaten (Defense Distinguished Service Medal) sowie die der einzelnen Teilstreitkräfte (Navy, Army, Coast Guard und Homeland Security) angesiedelt, jedoch unter den Verdienstkreuzen (Distinguished Service Cross, Navy Cross und Air Force Cross).
Eine Stufe unter der Air Force Service Medal rangiert der Silver Star.